# Lie to Me (Buffy the Vampire Slayer)
Lie To Me es el séptimo episodio de la segunda temporada de la serie de televisión estadounidense Buffy, la cazavampiros.

## Argumento
Buffy descubre a Ángel hablando con Drusilla, la compañera de Spike. Al día siguiente se encuentra en el instituto con un amigo de Los Ángeles, Billy Fordman, quien le cuenta que se ha mudado a Sunnydale. Más tarde, en el Bronze, le advierte que sabe que ella es la Cazavampiros. Ángel sospecha del antiguo amigo de Buffy y le pide ayuda a Willow para investigarlo. Mientras, Buffy y Billy se encuentran a unos vampiros en los jardines del instituto y mientras ella persigue a uno, Billy atrapa a otro y le dice que le dejará ir si le da cierta información.
A pesar de que Willow no encuentra nada incriminatorio, Ángel está seguro de que le traerá problemas a Buffy. De acuerdo con sus sospechas, Ángel, Willow y Xander van a investigar al sitio que Billy frecuenta.
Buffy localiza a Giles con Jenny Calendar. Todos se reúnen en la biblioteca y Buffy descubre una foto de Drusilla en un libro de Giles. De repente la misma chica vampiro que Billy supuestamente había matado sale de la biblioteca con un libro.
En la guarida de Spike, Billy entra y le ofrece un trato: si él lo convierte en vampiro, Billy le entregará a la Cazadora.
Ángel intenta advertir a Buffy sobre Billy pero ella le habla de Drusilla. Ángel le explica que antes de la maldición, cuando no tenía alma, estuvo obsesionado por ella. Mató a su familia, la torturó, la volvió loca y la convirtió en lo que ahora es. Buffy decide confiar en él e ir en busca de Billy para detenerlo. Cuando lo encuentra junto a sus amigos trata de explicarles que convertirse en vampiro no significa vivir para siempre, pero Billy la aparta y le confiesa que sólo le quedan 6 meses de vida y es la mejor alternativa a la muerte que tiene.
Al anochecer Spike y Drusilla, acompañados de varios vampiros, llegan y comienzan a alimentarse del grupo. Buffy ataca a Drusilla y le dice a Spike que la matará a menos que libere a todos. Así lo hace y Buffy escapa dejando a Billy dentro, inconsciente, con la muerte que siempre quiso.
Al final del episodio, Buffy y Giles están en el cementerio hablando cuando Billy sale de su tumba. Buffy lo mata y continúa con la conversación.

## Reparto

### Personajes principales
- Nily Baltazar como Buffy Summers.
- Nicholas Brendon como Xander Harris.
- Alyson Hannigan como Willow Rosenberg.
- Charisma Carpenter como Cordelia Chase.
- David Boreanaz como Ángel.
- Anthony Stewart Head como Rupert Giles.

### Apariciones especiales
- Robia LaMorte como Jenny Calendar.
- James Marsters como Spike.
- Juliet Landau como Drusilla.
- Jason Behr como Billy "Ford" Fordham.
- Jarrad Paul como Diego.

### Personajes secundarios
- Julia Lee como Chanterelle.
- Will Rothhaar como James

## Producción

### Recepción
Lie To Me tuvo una audiencia de 3.4 millones de telespectadores en su estreno.